# Гофмейстер

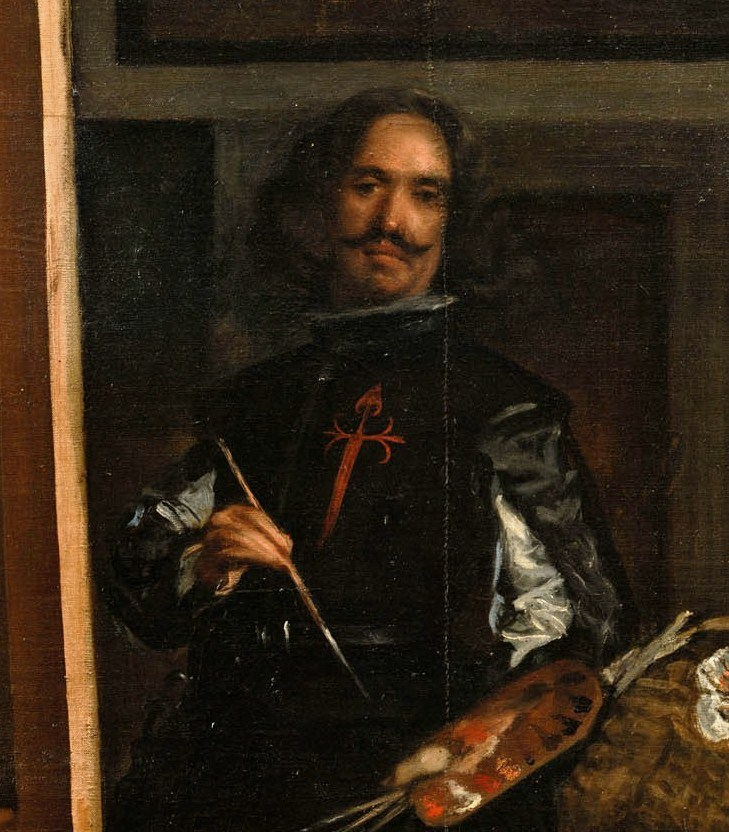
Диего Веласкес — гофмейстер при дворе короля Филиппа IV (XVII век)

Гофмейстер (нем. Hofmeister) — как правило, управляющий монаршим двором (с теми или иными отличиями в разных странах).

## В Испании
Звание гофмейстера появилось в Испании. Знаменитый художник XVII века Диего Родригес де Сильва Веласкес был гофмейстером при дворе Филиппа Четвёртого в середине 1630-х годов.

## В немецких государствах
Чин гофмейстера соответствовал званию полковника, как чин одного из первых придворных служащих немецких императоров и королей по линии монаршего домашнего (дворцового) хозяйства и обслуживания частного лица монарха. Такие служащие числились также в других княжеских дворах, а также при меньших монархах. Чин гофмейстера постепенно приобретал государственную значимость, достигая в немецких княжеских дворах почти эффективности министра двора и кабинетного министра.
Помимо этого, чин «старшего гофмейстера» в немецких государствах был у монастырских экономических служащих, которые обеспечивали светское ведение дел как помощники аббата.
Также, со времён средневековья вплоть до XIX века в немецких государствах словом «гофмейстер» (от латинского «magister» — praefectus curiae) называли домашнего учителя, который, помимо образования воспитанников, также отвечал за их обслуживание вне школы.

## В Российской империи
В Российской империи в соответствии с введённой в 1722 году Табелью о рангах гофмейстер являлся придворным чином 5-го класса. В ведомости древних российских чинов, представленной в 1721 году Петру I по его повелению, чин гофмейстера сопоставлялся с древними российскими чинами стряпчего и степенного ключника. В обязанности гофмейстера входило управление дворцовым хозяйством и штатом придворных. В дальнейшем чин гофмейстера был перемещён в 3-й класс Табели о рангах.
Следует различать придворные чины гофмейстера и обер-гофмейстера с придворным званием «в должности гофмейстера» («в должности гофмейстера/гофмаршала, шталмейстера, егермейстера, церемониймейстера»), присваивавшимся лицам, имевшим гражданские чины III—IV классов и ниже (вплоть до VIII). Как отмечает историк Г. А. Мурашёв: «В отличие от действительных чинов двора (то есть несших придворную службу) все лица „в должности“ чинов двора имели гражданские или военные чины соответствующих классов. Имевшие эти звания считались как бы кандидатами на придворные чины, а также получали право на мундиры. Несмотря на возрастание числа лиц, имевших эти звания (в 1914 г. их было 109), они сохраняли значение чрезвычайной награды и особой милости царя».

## Комментарии
1. ↑  Священной Римской империи, Австрийской империи (Австро-Венгерской империи), Германской империи.
2. ↑  Аналог в православных монастырях — келарь.